# Ijara
Ijara är huvudort i distriktet Ijara i provinsen Nordöstra provinsen i Kenya. 